# Computerspelontwikkeling
Computerspelontwikkeling (ook wel videogameontwikkeling) is het ontwikkelingsproces van een computerspel. De ontwikkeling van een spel wordt verricht door een ontwikkelingsteam, bestaand uit computerspelontwikkelaars. Het ontwikkelingsteam wordt aangestuurd door de producent. De ontwikkeling van computerspellen wordt normaal gesproken gefinancierd door een uitgever. De ontwikkeling van een computerspel heeft doorgaans een doorlooptijd van meerdere jaren. Tevens kosten indie spellen meestal minder tijd en geld, waardoor zij geproduceerd kunnen worden door individuen en kleinere ontwikkelaars.
De ontwikkeling van een spel wordt uitgevoerd in een game engine, zoals Unity of Unreal. In de engine worden de verschillende aspecten van een computerspel samengevoegd. Tevens worden de aspecten (zoals computergraphics, code en geluid) in aparte programma's ontwikkeld. Nadat de ontwikkeling is voltooid, wordt een spel op de markt gebracht. Dit wordt onder andere gedaan op online distributieplatformen, zoals Steam.

## Taakverdeling

### Producent
De ontwikkeling wordt begeleid door interne en externe producenten. De interne producent is in dienst van het ontwikkelingsbedrijf. Deze producent leidt het ontwikkelingsteam, plant de voortgang, huurt en wijst personeel aan. De producent die voor de uitgever werkt, staat bekend als de externe producent en houdt toezicht op de voortgang en het budget van de ontwikkelaar. De verantwoordelijkheden van de producent omvatten PR, contractonderhandeling, contacten tussen het personeel en belanghebbenden, planning en budgetonderhoud, kwaliteitsborging, bètatest beheer en lokalisatie. Deze rol kan ook worden aangeduid als projectmanager, projectleider of directeur.

### Uitgever
Een uitgever van computerspellen publiceert computerspellen die zij intern hebben ontwikkeld of die zijn ontwikkeld door een externe ontwikkelaar. Net zoals bij boekuitgevers of uitgevers van dvd-films, zijn uitgevers van computerspellen verantwoordelijk voor de productie en marketing van hun product, inclusief marktonderzoek en alle aspecten van reclame.
Indie ontwikkelaars maken hun computerspellen doorgaans zonder de steun van een uitgever. Zij kiezen er meestal voor om hun spellen enkel digitaal te verspreiden, om de financiële risico's rondom fysieke distributie te vermijden.

### Ontwikkelingsteam
Binnen het ontwikkelingsteam wordt er onderscheid gemaakt tussen de rollen: gameontwerper, artiest, programmeur, levelontwerper, geluidstechnicus en tester. Een gameontwerper is verantwoordelijk voor het uitdenken van de gameplay, de spelregels en de structuur van het spel. Een artiest maakt de grafische elementen van een spel. Een programmeur schrijft de code van een spel. Een levelontwerper gebruikt de grafische elementen van de artiest(en) om de virtuele wereld te creëren. Een geluidstechnicus is verantwoordelijk voor de geluidseffecten. De kwaliteitszorg wordt gedaan door testers. Hun rol is om tests uit te voeren om de correcte werking te verifiëren. Een computerspel testen is niet hetzelfde als het spelen van een computerspel.

## Ontwikkelingsproces
Het ontwikkelingsproces wordt onderverdeeld in drie hoofdfases: pre-productie, productie, en post-productie.

### Pre-productie
De eerste fase is pre-productie. Tijdens deze fase wordt de werkelijke productie van een spel voorbereid. Zo wordt het concept uitgewerkt in een game-ontwerpdocument (Game Design Document in Engels). Verder wordt het project gepland en wordt het team samengesteld.

### Productie
Gedurende de productie wordt het spel ontwikkeld. De programmeurs schrijven nieuwe broncode, de artiesten ontwikkelen spelonderdelen, zoals sprites of 3D-modellen. De geluidstechnici ontwikkelen geluidseffecten en de componisten ontwikkelen muziek voor de game. De levelontwerpers creëren de levels en de schrijvers schrijven de dialoog voor de cutscenes en de NPC's. Verder blijven de gameontwerpers het ontwerp van een spel verfijnen tijdens de productie.

### Post-productie
Nadat een spel is uitgegeven, begint de onderhoudsfase. Tijdens deze fase wordt de feedback van de spelers gebruikt om bugs op te lossen en het spel te verbeteren. Ook wordt eventueel DLC ontwikkeld tijdens deze fase. De post-productie fase wordt uitgevoerd door een kleiner team dan de productie fase.